# Cnoty pruskie

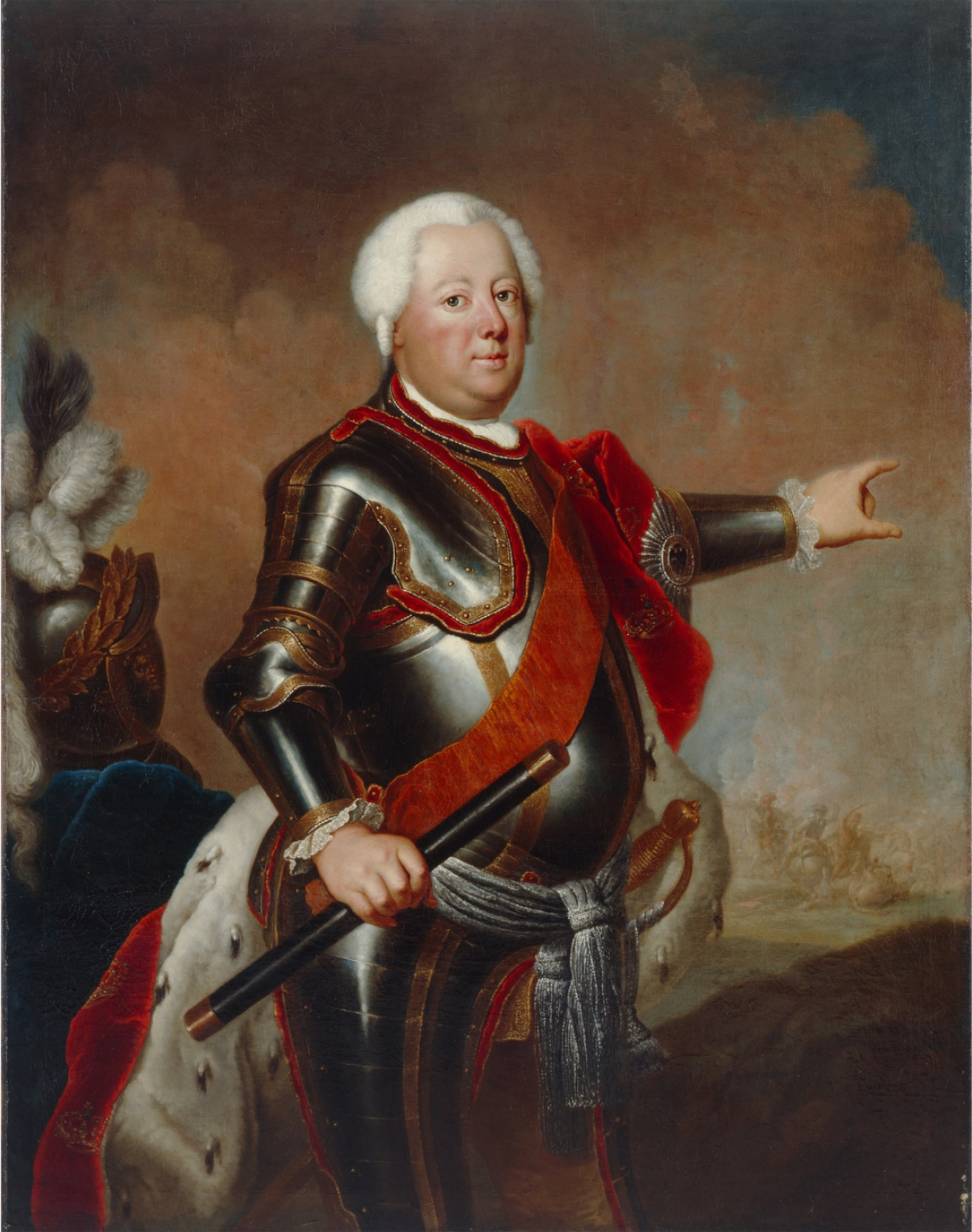
Fryderyk Wilhelm I

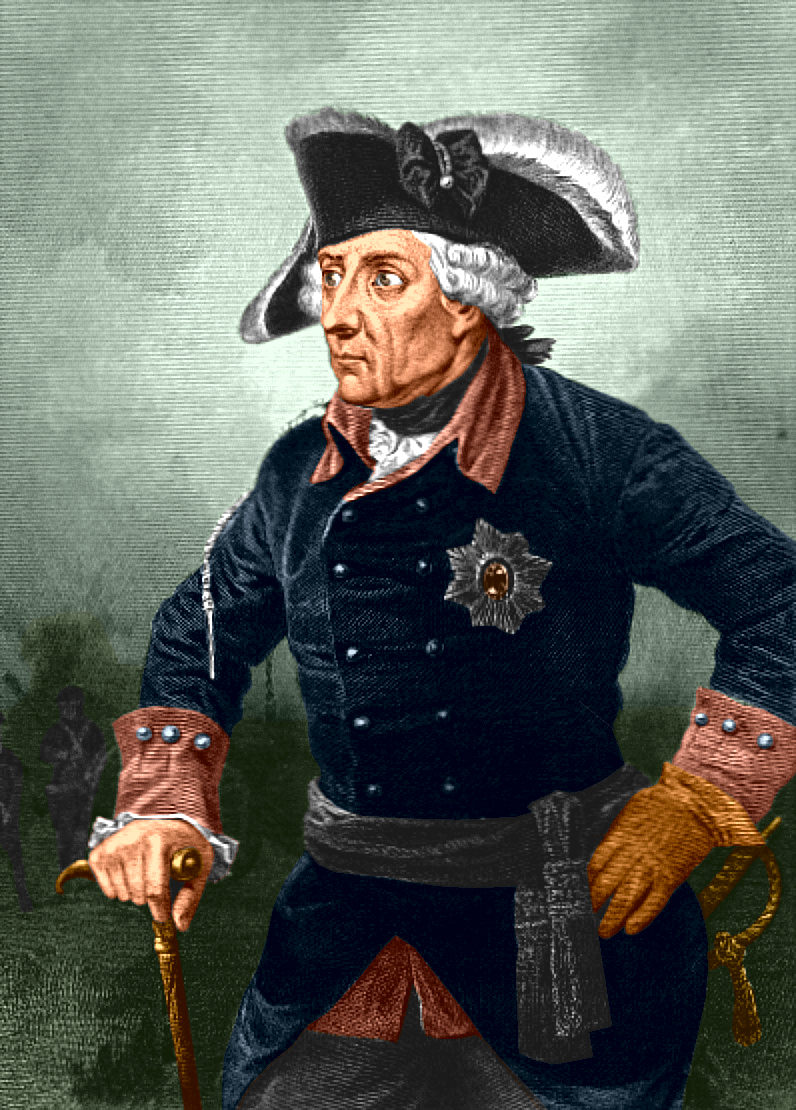
Fryderyk II Wielki

Cnoty pruskie (niem. Preußische Tugenden) – zespół cnót przypisywanych mieszkańcom Prus. Cnoty pruskie były częścią autostereotypu narodowego Prusaków.

## Charakterystyka
Cnoty pruskie były cnotami sekundarnymi (drugorzędnymi), to znaczy nie były celem samym w sobie, ale środkiem osiągnięcia innych celów. Jak wskazywali Prusacy, dzięki swoim cnotom udało im się zbudować potężne państwo, pomimo braku zasobów naturalnych. Ubóstwo i surowość kraju miały wymusić dyscyplinę, obowiązkowość i pracowitość. 
Największy wpływ na powstanie zespołu cnót pruskich mieli XVIII-wieczni władcy Królestwa Prus, Fryderyk Wilhelm I i Fryderyk II Wielki. Po I wojnie światowej wielu autorów (szczególnie z kręgu rewolucyjnego konserwatyzmu, tacy jak Oswald Spengler czy Arthur Moeller van den Bruck), proponowali cnoty pruskie jako wzór dla całych Niemiec i sposób wydźwignięcia się z trudnej sytuacji, w jakim znalazł się ich kraj. 

## Lista cnót
Nie ma ustalonej listy cnót pruskich. Wśród nich wymienia się:
- szczerość (Aufrichtigkeit);
- skromność (Bescheidenheit) – symbolem skromności pruskiej jest chaber bławatek, ulubiony kwiat Wilhelma I, kojarzący się z błękitem pruskim;
- pilność (Fleiß);
- karność (Gehorsam);
- prostolinijność (Geradlinigkeit);
- poczucie sprawiedliwości (Gerechtigkeitssinn);
- bogobojność (Gottesfurcht) połączona z tolerancją religijną;
- surowość (Härte) wobec innych, ale jeszcze bardziej wobec siebie;
- odwaga (Mut);
- poczucie porządku (Ordnungssinn);
- poczucie obowiązku (Pflichtbewusstsein);
- punktualność (Pünktlichkeit);
- uczciwość (Redlichkeit);
- samozaparcie (Selbstverleugnung);
- oszczędność (Sparsamkeit);
- lojalność (Treue);
- nieprzekupność (Unbestechlichkeit);
- podporządkowanie (Unterordnung);
- powściągliwość (Zurückhaltung);
- wiarygodność (Zuverlässigkeit).